# آدام زاگایووسکی
آدام زاگایووسکی (لهستانی: Adam Zagajewski؛ زادهٔ ۱۲ ژوئن ۱۹۴۵ - درگذشته ۲۱ مارس ۲۰۲۱) زبان‌شناس، شاعر، مترجم، رمان‌نویس، نویسنده و استاد دانشگاه اهل لهستان بود.
وی دانش‌آموختهٔ رشتهٔ فلسفه و روان‌شناسی در دانشگاه یاگیلونیا در کراکوف بود. آدام زاگایووسکی یکی از شناخته‌ترین شاعران معاصر لهستان و از سردمداران شعر موج نو در این کشور به‌شمار می‌رود.
وی همچنین برندهٔ جوایزی همچون کمک‌هزینه گوگنهایم، جایزه بین‌المللی ادبیات نوئستات، جایزه شعر گریفین، جایزه هاینریش مان، جایزهٔ ویله‌نیتسا و جایزهٔ ادبیات شاهدخت آستوریاس شده‌است.
آدام زاگایووسکی در ۲۱ مارس ۲۰۲۱ در سن ۷۵ سالگی در کراکوف درگذشت.